# کشت سلولی در میکروفلوئیدیک باز
کشت سلولی میکروفلوئیدیک باز می‌تواند در کشت چند بعدی انواع سلول‌ها برای کاربردهای مختلف از جمله مطالعات اندام بر روی تراشه (organ on chip)، واکنشهای اکسیژن محور، تخریب عصبی، مهاجرت سلولی و سایر مسیرهای درون سلول مورد استفاده قرار گیرد.
میکرو: کوچک و فلوئید: سیال _ میکروفلوئیدیک یک روش علمی کشت چند بعدی (توضیح کشت چند بعدی جلوتر خواهد آمد) سلول هاست که در آن از جریان سلول‌ها و محیط کشت در ابعاد خیلی کوچک (میکرولیتری) استفاده می‌شود.
اگر بخواهیم برای این روش علمی یک ترجمه فارسی استفاده کنیم، شاید بشود «کشت ریز سیالی» بکار برد. اما در این مقاله ترجیح داده‌ایم که عبارت علمی معمول را بدون ترجمه استفاده کنیم.
کشت چند بعدی: کشت چند بعدی بر خلاف کشت دو بعدی که یک لایه سول به شکل یک صفحه به ما می‌دهد مجموعه ای از سلول‌ها به شکل یک بافت دارای ساختار سه بعدی به ما خواهد داد.
استفاده از دستگاه‌های میکروفلوئیدیک متداول مطالعات سلولی را با توجه به مقرون به صرفه بودن و کم بودن حجم نمونهٔ مورد نیاز، بسیار بهبود داده‌است، اما استفاده از کانالهای میکرو فلوئیدیک باز فوایدی را خواهد افزود مثلاً: ۱- دیگر نیازی به پمپ‌های سرنگ برای حرکت در جریان نیست. ۲ - در این روش سلولها را در معرض محیط اطراف قرار می‌گیرند. کار کردن در ابعاد خیلی کوچک مانند این روش، می‌تواند به طرز قابل توجه ای باعث بهبود حساسیت شود. دست ورزی و تغییرات را بسیار کار آمد تر می‌کند و راندمان کار را افزایش می‌دهد و همچنین کامل کردن و اصلاح را راحت تر می‌کند، و همین‌طور ابعادی را فراهم می‌کند که از نظر فیزیولوژیکی قابل توجه تر هستند. یعنی می‌توانند بهتر شرایط واقعی و فیزیولوژیک سلول‌ها را شبیه‌سازی کنند. از آنجا که هر دو روش می‌توانند مزایای بسیار خاصی داشته باشند امکان آن را فراهم شده‌است که بتوان از یک راه ترکیبی استفاده کرد، این راه حل ترکیبی بیشتر در مواردی استفاده می‌شود که دستگاه برای وارد کردن و کشت سلول در دسترس است، و می‌تواند قبل از تجزیه و تحلیل کاملاً مهر و موم بشود.
در دستگاه‌های میکروفلوئیدیک می‌توان سلول‌ها و پروتئین‌ها را در طرح‌ها و هندسه‌های متفاوتی قرار داد به صورتی که یکی از دیواره‌های کانال در معرض قرار بگیرد (که با توجه به رفتارها و فعل و انفعالات ای که ما مورد نظر داریم تا بررسی کنیم طراحی می‌شود مثلاً ممکن است ما سنجش کوروم (Quorum) را مد نظر داشته باشیم یا مثلاً ممکن است ما بخواهیم بررسی کنیم که همکاری چندین نوع سلول در کنار هم چگونه انجام خواهد شد) اکثر کشت‌های سلولی با وارد کردن سلول‌ها به محیط کشت ای انجام شده‌است که به خوبی تهویه می‌شود و رسیدن مواد مورد نیاز و برداشت مواد زائد در آن به خوبی انجام می‌شود و اصطلاحاً دارای پرفیوژن خوبی است (در واقع ما سلول‌ها را می‌گذاریم تا وارد این محیط شوند به همین علت از اصطلاح علمی آشنا کردن یا introduction به جای وارد کردن استفاده می‌شود) این پروسه به این منظور انجام می‌شود تا آن جمعیت سلولی که می‌خواهیم شبیه‌سازی کنیم را در دستگاه‌های میکرو فلوئیدیک کلاسیک کانال نزدیک ایجاد کنیم و سلول‌هایمان را به آن سمت تمایز بدهیم. در این کار برای حمایت کردن از رشد سلول (برآورده کردن مواد مورد نیاز سلول‌ها، دور کردن مواد دفعی سلول‌ها و کمک به سلول‌ها برای تمایز به سمتی که مورد نظر ما هست) و مطالعهٔ همزمان چندین نوع سلول در یک دستگاه منفرد با کانالِ در معرض چالش‌هایی که مطرح است این است که برهم کنش بین سلول‌ها با هم باید در این محیط دقیقاً کنترل شود زیرا زمان‌بندی و مکان تعامل بسیار مهم است. به چندین روش از جمله اصلاح طراحی دستگاه و طراحی آن به طریق مناسب، استفاده از میکروفلوئیدهای قطره ای و مرتب‌سازی سلولها می‌توان سلول‌ها را به سمت جایگاهی که باید قرار بگیرند آدرس دهی کرد. این امر نه تنها باعث می‌شود که دستکاری در محیطی که سلول‌ها در آن زندگی می‌کنند خیلی آسان‌تر انجام شود، بلکه داشتن یک دیواره کانال باز (که در میکرو فلوئیدیک باز ممکن است زیرا از یک دیواره کانال در معرض استفاده می‌کنیم) امکان درک بهتر تعامل بیولوژیکی در این مورد را فراهم می‌آورد. ایجاد طراحی‌های سکوهای میکرو فلوئیدیک با محفظه‌های مختلف که جدا و دارای ابعاد مختلف هستند، امکان تولید و کشت انواع مختلف سلول را فراهم می‌آورد. این دستگاه‌ها اغلب تشکیل قطرات را برای محاصره کردن سلول‌ها و به عنوان این که بتوانیم انتقال دهمی و برای واکنش در دو یا چند مرحله به صورت غیرمستقیم انجام می‌دهند، و این امکان را می ایجاد می‌کنند تا با استفاده از شرایط مختلف بتوانیم آنالیزهای موازی متعددی را انجام دهیم. میکروفلوئیدیک باز همچنین با مرتب‌سازی سلول‌های فعال شده با فلورسانس (FACS) همراه شده‌است و این همکاری امکان آن را فراهم کرده‌است تا سلول‌ها را در محفظه طبقه‌بندی شده جداگانه ای در یک شبکه میکرو فلوئیدیک باز برای کشت در محیط در معرض قرار دهند. قرار گرفتن در معرض یکی از دیواره‌های کانال مسئله تبخیر و در نتیجه از بین رفتن سلول را به وجود می‌آورد، اما این مسئله را می‌توان با استفاده از میکروفلوئیدهای قطره ای که قطرات حاوی سلول در روغن فلوئوره غرق می‌شوند به حداقل رساند. اگرچه تبخیر یکی از مضرات اصلی استفاده از سیستم میکرو فلوئیدیک باز برای کشت سلولی است، اما مزایای آن در مقایسه با استفاده از سیستم بسته شامل سهولت دستکاری و دسترسی به سلول‌ها می‌شود. در موارد خاص مانند مطالعه انتقال مواد مخدر و عملکرد ریه‌ها با استفاده از سلول‌های اپیتلیوم آلوئول، قرار گرفتن در معرض هوا برای ایجاد ریه‌ها نه تنها مفید بلکه ضروری است.
Polydimethylsiloxane (PDMS) ماده متداول برای دستگاه‌های میکرو فلوئیدیک باز است که مزایا و معایب دیگری را ایجاد می‌کند. جذب مولکولهای بیولوژیکی کوچک از نمونه‌های کشت سلول و همچنین آزاد شدن الیگومرها به محیط کشت هر دو به عنوان مسائل استفاده از PDMS برای مطالعات بیولوژیکی مطرح شده‌اند، اما با استفاده از روشهای پیش آماده‌سازی برای ایجاد محیطهای بهینه می‌توان این موارد را کاهش داد. مزایای استفاده از PDMS شامل سهولت اصلاح سطح، هزینه کم، سازگاری با فضای بیولوژیک (زیست سازگاری) و شفافیت نوری است. علاوه بر این، PDMS یک ماده مورد استفاده برای تولید شیب اکسیژن برای کشت سلولی در مطالعاتی است که شامل نظارت ROS اداره مسیرهای سلولی به دلیل نفوذ پذیری اکسیژن است. پلاستیک‌هایی مانند پلی استایرن می‌توانند با استفاده از روش‌های برجسته سازی و اتصال، فرزهای CNC، قالب‌گیری تزریقی یا استریولیتوگرافی برای ایجاد دستگاه‌های میکرو فلوئیدیک مورد استفاده قرار بگیرند. دستگاه‌های ایجاد شده با پلی استایرن با این روش‌ها شامل سیستم عامل‌های میکرو فلوئیدیکی هستند که چندین سیستم میکرو فلوئیدیک را در خود ادغام کرده و آرایه‌هایی را برای مطالعه چندین نوع سلولی به‌طور همزمان ایجاد می‌کنند. نوع دیگری از موادی که برای کشت سلول‌های میکرو فلوئیدیک باز استفاده می‌شود، میکرو فلوئیدیک‌های مبتنی بر کاغذ است. کشت سلول روی دستگاه‌های میکرو فلوئیدیک مبتنی بر کاغذ یا با کپسوله کردن سلولها در یک هیدروژل انجام می‌شود یا به‌طور مستقیم آنها را در کاغذهای فیلتر شده سلولزی جمع‌آوری می‌کند و محیط کشت سلول به صورت منفعلانه به مناطق کشت منتقل می‌شود. یک سری از مزیت‌های عمده این نوع از میکروفلوئیدهای باز شامل هزینه کم، تنوع ابعاد صفحات متخلخل که از نظر تجاری در دسترس هستند، بهبود بقای سلول، چسبندگی و مهاجرت بر روی صفحات کشت بافت است. علاوه بر این، این یک بستر جذاب برای دستگاه‌های کشت سلولی سه بعدی است. این ویژگی به دلیل توانایی آن در ترکیب ویژگی‌های اساسی مانند گرادیان اکسیژن و مواد مغذی و جریان مایعات است که می‌تواند مهاجرت سلولی را کنترل کند و همین طور باعث می‌شود جمع‌آوری صفحات فیلتر با سلول‌های مختلف در هیدروژل برای نظارت بر برهم کنش‌های سلولی یا جمعیت‌های پیچیده به حالت تعلیق درآید.